# David Magnus Pontin
David Magnus Constans Pontin, född den 31 maj 1836 i Torpa socken, Östergötlands län, död den 21 maj 1913 i Stockholm, var en svensk läkare. Han var brorsons son till Magnus Martin af Pontin och far till Magnus August Pontin.
Pontin blev student vid Uppsala universitet 1854, medicine kandidat 1860 och medicine licentiat vid Karolinska institutet i Stockholm 1864. Han var amanuens och underläkare vid Serafimerlasarettet i Stockholm 1864–1865, stadsläkare i Visby 1865–1870, provinsialläkare i Visby distrikt 1870–1878, tillförordnad bataljonsläkare vid Gotlands nationalbeväring 1870–1878, medicinalråd och ledamot i Medicinalstyrelsen 1878–1901 samt ledamot i direktionen över Allmänna barnbördshuset 1878–1895. Pontin utgav flera årgångar kungliga brev och författningar angående medicinalväsendet i Sverige 1877–1905.
Pontin är begravd på Norra begravningsplatsen utanför Stockholm, gravsatt den 26 maj 1913.